# Mirta Díaz-Balart
Pour les articles homonymes, voir Díaz-Balart, Díaz et Balart.
Díaz-Balart y Gutiérrez est un nom espagnol. Le premier nom de famille, en général paternel, est Díaz-Balart ; le second, en général maternel, souvent omis, est Gutiérrez.
Mirta Díaz-Balart, de son nom complet Mirta Francisca de la Caridad Díaz-Balart y Gutiérrez, née le 30 septembre 1928 à La Havane (Cuba) et morte le 6 juillet 2024 à Madrid (Espagne), est la première épouse de Fidel Castro.

## Biographie
Mirta Díaz-Balart est la fille de Rafael José Díaz-Balart (en), un homme politique cubain, maire de la ville de Banes (dans la province cubaine de Holguín), et d'América Gutiérrez. Elle était étudiante à l'université de La Havane, en études de philosophie, elle a épousé Fidel Castro. 
Ils se sont mariés le 11 octobre 1948 et ont divorcé sept ans plus tard (alors que Fidel Castro était en exil) en 1955. Ils ont eu un fils,, Fidel Angel « Fidelito » Castro Díaz-Balart, né le 1er septembre 1949. Après le divorce, Castro n'a pas eu la garde de Fidel Castro Junior. Il l'a enlevé lorsque celui-ci lui a rendu visite au Mexique avant son retour à Cuba. Fidel Jr sera récupéré par sa mère. Mirta Díaz-Balart se remarie avec le Dr Emilio Blanco Nuñez, fils d'un ancien ambassadeur cubain à l'ONU, Emilio Núñez Portuondo. Un article dans l'édition du 8 octobre 2000 du Miami Herald a affirmé qu'elle vivait alors en Espagne et que des visites occasionnelles à Cuba avaient été arrangées par Raúl Castro, son ancien beau-frère.
Mirta Díaz-Balart a vécu en Espagne avec son fils après 1959, elle a été privée pendant de nombreuses années de la compagnie de son fils pendant que celui-ci était étudiant à Cuba puis en Union soviétique. 
Mirta Díaz-Balart est la tante de Mario Díaz-Balart, membre et anti-castriste de la Chambre des représentants des États-Unis, et son frère Lincoln Díaz-Balart est un ancien membre du Congrès américain. Elle est également la sœur du peintre Waldo Díaz-Balart (en) et de Rafael Díaz-Balart (opposant au régime, fondateur de La Rosa Blanca). Elle a deux filles de son second mari, Mirta et América Silvia Nuñez Díaz-Balart, tous deux résidant en Espagne avec leurs familles. Elle a de nombreux petits-enfants.